# زیردریایی کلاس یو-۱۰
زیردریایی کلاس یو-۱۰ (به انگلیسی: U-10-class submarine) یک کلاس از زیردریایی است که طول آن ۹۱ فوت ۶ اینچ (۲۷٫۸۹ متر) می‌باشد.